# Clara Soley i Manuel
Clara Soley i Manuel   (Sabadell, 8 de març de 1967) és una professora i escriptora catalana especialitzada en narrativa.
Es llicencià en Filologia Catalana per la Universitat Autònoma de Barcelona el 1989, va cursar el Màster d'escriptura per a cinema i televisió a la Facultat de periodisme de la UAB (1993-1995) i va iniciar els estudis de doctorat, que posteriorment va abandonar.
Actualment, treballa com a professora i cap del Departament de Llengua i literatura catalanes a l'Institut Ferran Casablancas de Sabadell i és membre del col·lectiu Pere Quart, en defensa de la literatura catalana a les aules.
Gran lectora, de petita devorava els llibres d'Els Cinc d'Enid Blyton. Va començar a escriure poesia a l'institut, però aviat es va passar a la narrativa. És una gran admiradora de Pere Calders, Mercè Rodoreda, Katherine Mansfield, Edgar Allan Poe, J. D. Salinger i Quim Monzó, entre d'altres.
El fet de quedar finalista del Premi Sant Joan, la va motivar a seguir escrivint.
A banda de la seva trajectòria literària, ha cursat estudis musicals de solfeig i piano fins a setè curs al Conservatori de Sabadell i ha fet nombrosos cursos de teatre entre 1987 i 2009. A més, ha col·laborat amb TV3 com a auxiliar artístic a Pecats capitals, una sèrie documental estrenada a l'abril del 2006.

## Obra
Narrativa
- El vestit d'Emile Flöge i altres contes. Barcelona: Columna, 2001. Finalista del Premi Sant Joan
- L'avarícia. Beatus. Barcelona: Columna, 2003[5]
- Enemigues de l'ànima. Barcelona: Proa, 2010[6]
- Que l'oblidis, li diem Ebook, Barcelona: Biblioteca de Núvol, 2017. https://www.nuvol.com/ebooks/que-loblidis-li-diem-clara-soley-epub/ Arxivat 2018-05-16 a Wayback Machine.

Estudis crítics
- Vacances pagades de Pere Quart. Barcelona: Empúries, 1994. Juntament amb Helena Mesalles. ISBN 9788475964317

## Premis i reconeixements
- Premi Ciutat de Badalona - Països Catalans Solstici d'Estiu, 2010 per Enemigues de l'ànima.[cal citació]